# Base aérienne 149 Maison Blanche
La base aérienne 149 Maison Blanche était un site opérationnel de l'Armée de l'air, situé sur le territoire de la ville d'Alger, en Algérie française.
Elle était active de 1924 à 1962. Elle devient le principal aéroport civil d'Alger, à cette date.

## Unités activées sur labase aérienne
La 62e Escadre de transport est formée sur la base de Maison Blanche 1er mai 1946 avant de faire mouvement vers la base de Blida le 1er octobre 1963.